# Jouggar
Jouggar, aussi orthographié Jougar (arabe : جوقار), est un village situé dans la délégation d'El Fahs du gouvernorat de Zaghouan, au centre de la Tunisie, au sud-est de la ville d'El Fahs.
Localisé à 350 mètres d'altitude, il est situé à proximité de la source du même nom, Aïn Jouggar, qui collecte les eaux des massifs environnants.

## Historique
Le village situé à 15 kilomètres au sud du site archéologique de Thuburbo Majus et à 90 kilomètres de Carthage, dans ce qui s'appelle originellement Civitas Zuccharitana, prend une importance stratégique à l'époque romaine en tant qu'extrémité de l'une des branches de l'aqueduc de Zaghouan alimentant en eaux les citernes de La Malga à Carthage. C'est ici que les sources d'Aïn Djouggar et Aïn Ben Saidane sont captées, sans doute vers la fin du IIe siècle. La branche, dite aqueduc de Septime Sévère, du nom de son commanditaire, longue de 33,63 kilomètres, rejoint à Moghrane celle venant de Zaghouan,.
Le nymphée romain du IIIe siècle construit autour du captage des eaux d'Aïn Jouggar et le pont-aqueduc de franchissement de l'oued Gouissate (au Nord-Ouest du village) sont toujours visibles et font l'objet d'études archéologiques par cartographie numérique à partir de 2018. Le nymphée était constitué d'un exèdre recouvert d'une demi-coupole. Au milieu du VIe siècle, un fortin byzantin, dont les restes subsistent,, est bâti autour du nymphée pour le protéger.

## Équipements
Jouggar est connu pour son Centre sectoriel de formation professionnelle agricole spécialisé en machinisme agricole. Le bâtiment historique du centre de formation professionnelle est l'ancien pénitencier d'époque coloniale française, celui-là même où la mort par le typhus des collègues de Charles Nicolle conduit celui-ci à se consacrer à la recherche pour combattre cette maladie.
Le village est par ailleurs équipé en 2004 d'une station d'épuration biologique à base de plantes aquatiques (roseaux, papyrus, iris...), installation pionnière grâce au Centre international des technologies de l'environnement de Tunis et qui sert de modèle pour d'autres projets.

## Culture
Le nom du village est cité par Charles Nicolle en 1928 à Oslo, dans son discours d'acceptation du prix Nobel de médecine (avec l'orthographe Djouggar), comme sa première interaction personnelle et émotionnelle avec le typhus : Nicolle malade laisse son collègue se rendre au village avec un assistant pour enquêter sur l'épidémie qui fait rage dans le pénitencier. Le collègue et son aide en meurent et le futur prix Nobel est marqué par l'urgence de chercher comment combattre la maladie, jusqu'à sa découverte du rôle de vecteur que joue le pou de corps pour transmettre le typhus qui est récompensée par l'attribution du prix Nobel.
Jouggar est le nom d'un morceau de musique composé en 2022 par Wael Jeghan dit Ghoula, qui utilise dans ses sons électro-pop des voix de femmes du village.
Le feuilleton Ragouj du réalisateur Abdelhamid Bouchnak, diffusé durant le ramadan 2024 sur Nessma, est tourné dans la localité, le nom de la série étant celui du village lu à l'envers,.

## Galerie

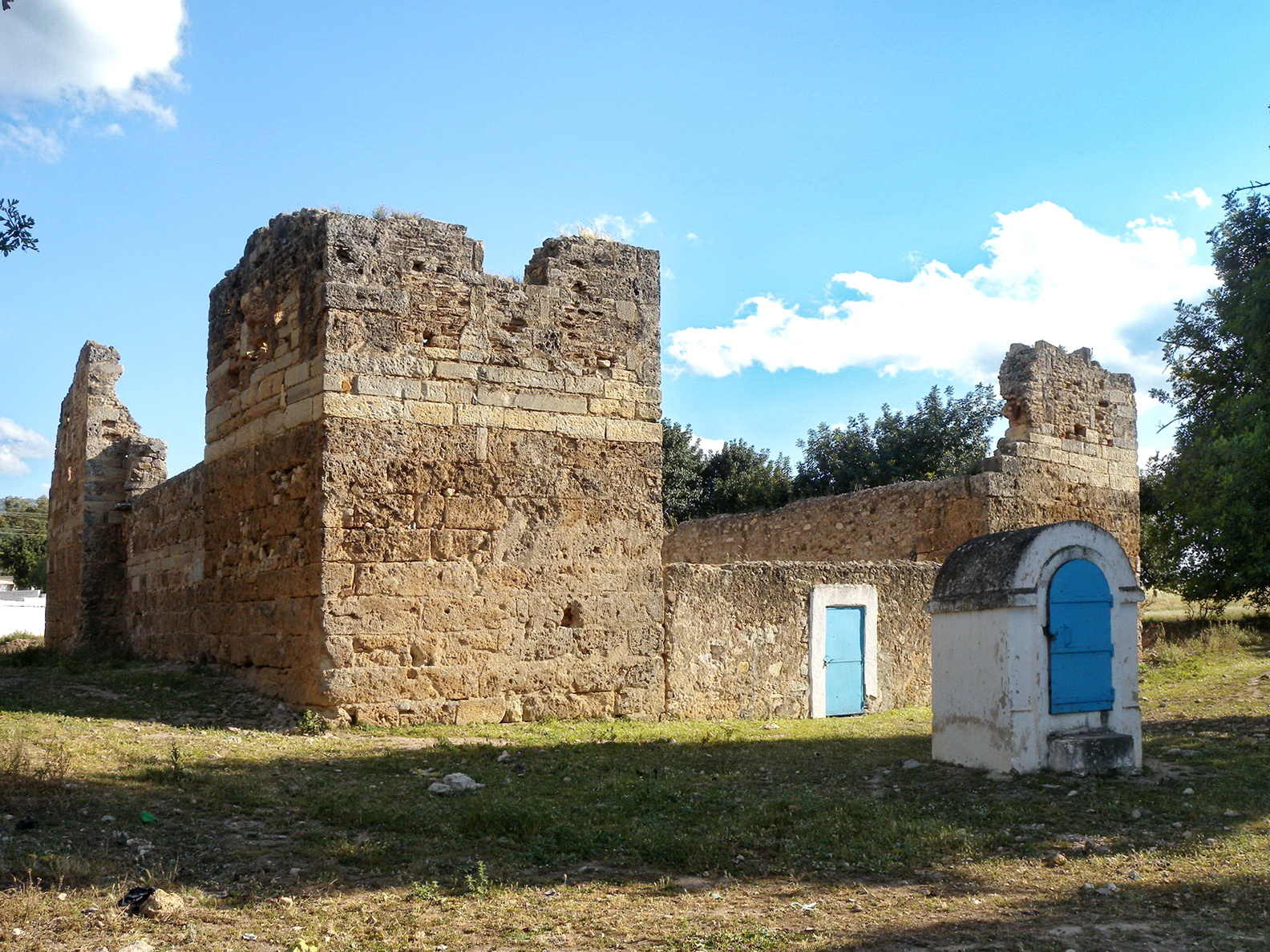
Fortin (nymphée à l'intérieur).
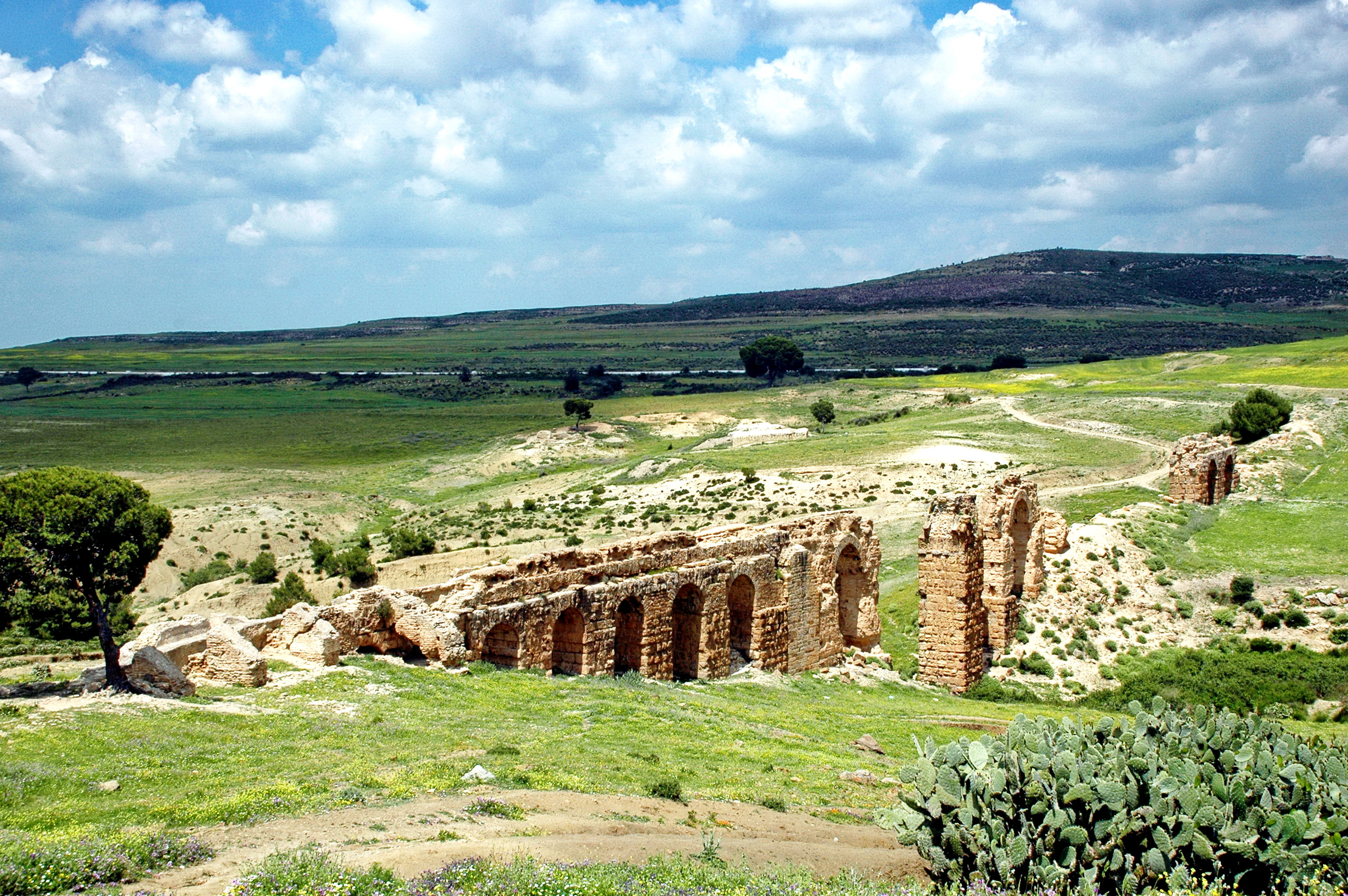
Pont-aqueduc sur l'oued Gouissate.
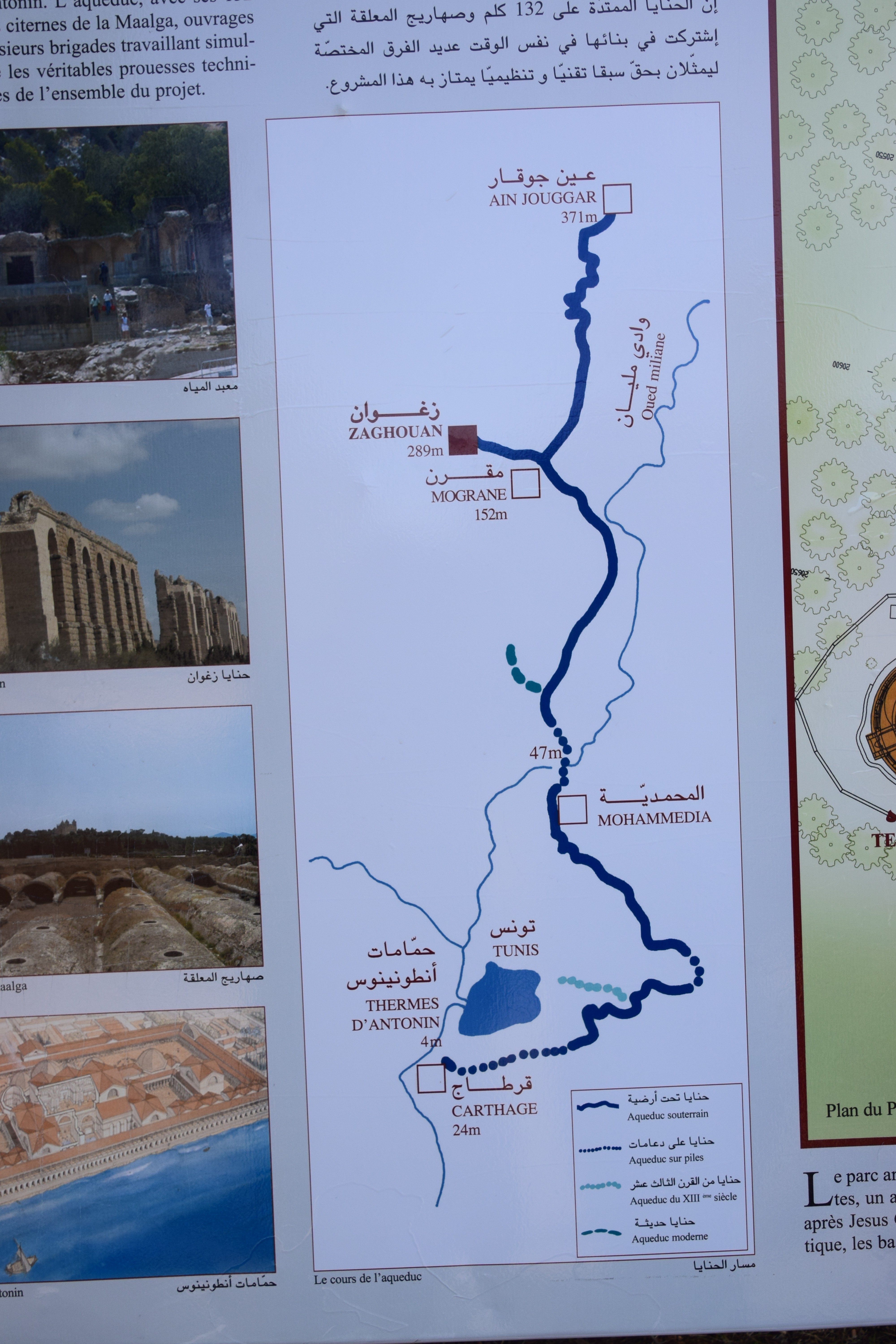
Aqueduc de Septime Sévère (en haut).